# マルクス・アキリウス・グラブリオ
マルクス・アキリウス・グラブリオ（ラテン語: Marcus Acilius Glabrio、紀元前81年 - 没年不明）またはマニウス・アキリウス・グラブリオ（ラテン語: Manius Acilius Glabrio）は紀元前1世紀中期・後期の共和政ローマ・帝政ローマの政治家・軍人。紀元前33年に補充執政官（コンスル・スフェクトゥス）を務めた。

## 出自
グラブリオはプレブス（平民）であるアキリウス氏族の出身。氏族は紀元前3世紀の終わり頃から歴史資料に登場する。氏族で最初に執政官となったのは、マニウス・アキリウス・グラブリオで紀元前191年のことであった。
父マニウス・アキリウス・グラブリオは紀元前67年の執政官、母は紀元前115年の執政官マルクス・アエミリウス・スカウルスの娘アエミリアである。

## 経歴
母アエミリアはルキウス・コルネリウス・スッラから父マニウスとの離婚を強制され、グナエウス・ポンペイウスと再婚させられた。このとき彼女は妊娠しており、紀元前81年にポンペイウスの家で息子を出産するが、これが本記事のグラブリオである。母は出産時に死去した。
ポンペイウスとカエサルの内戦では、グラブリオはカエサルのレガトゥス（副司令官）を務め、エピロスのオリクムで軍を指揮した。戦場がアフリカに移ると、グラブリオはシキリア属州の防衛を担当していたが、キケロとの間に9通の書簡を交換している。内容はシキリアで事業を行っているキケロの友人またはクリエンテスの保護を依頼するものであった。紀元前44年にカエサルがパルティアとの戦争を準備し始めると、グラブリオは先遣隊としてギリシアに派遣されている。
紀元前33年、グラブリオはルキウス・フラウィウスの後を受けて補充執政官に就任した。就任日ははっきりしないが、7月か8月頃と思われる。その後ルキウス・ウィニキウスに職を引き継いだ。紀元前25年にはプロコンスル（前執政官）権限で、アフリカ属州総督を務めた。

## 名前に関して
グラブリオの本当の名前ははっきりしない。古い資料にはコグノーメン（第三名、家族名）をグラブリオではなくアウィオラとしているものもある。プラエノーメン（第一名、個人名）のマルクスは極めて一般的だが、グラブリオ家、アウィオラ家の男子はマニウスを使うことも多い。マニウスの略記は（M'）、マルクスは（M.）であるため、両者はよく混同されることがある。

## 参考資料

### 古代の資料
- プルタルコス『対比列伝』
- マルクス・トゥッリウス・キケロ『友人宛書簡集』
- ガイウス・ユリウス・カエサル『内乱記』

### 研究書
- Broughton R. Magistrates of the Roman Republic. - New York, 1952. - Vol. II.
- Von Rohden P . Acilius 16 // Paulys Realencyclopädie der classischen Altertumswissenschaft (RE). - 1893. - Bd. I, 1. - Sp. 253
- Syme R. The Augustan Aristocracy (1986) .